# Frank Riley
Frank Riley, eigentlich Frank Wilbert Rhylick, (* 8. Juni 1915 in Hibbing, Minnesota; † 24. April 1996 in Manhattan Beach, Kalifornien) war ein US-amerikanischer Science-Fiction-Schriftsteller.

## Leben
Der Autor arbeitete in den 1930er Jahren für die New York Daily News und diente im Zweiten Weltkrieg bei den US-Marines. Er übersiedelte dann nach Kalifornien und arbeitete als freier Autor, beispielsweise als Reiseberichterstatter für die LA Times. Frank Riley veröffentlichte in den Jahren 1953 bis 1958 sehr wenige Werke. Er publizierte einige Erzählungen in der Zeitschrift If: Cyber and Justice, Bright Islands (beide 1955), The Executioner, Project Hi-Psi (beide 1956), Abbr., Eddie (beide 1957) und A Question of Identity (1958).
In deutscher Übersetzung liegt nur der zusammen mit Mark Clifton verfasste Roman Computer der Unsterblichkeit vor, dessen Original They'd rather be right als Serie von August bis November 1954 im SF-Magazin Astounding Science-Fiction publiziert und 1955 mit dem Hugo Award ausgezeichnet wurde.

## Auszeichnungen
- 1955: Hugo Award als bester Roman für They'd Rather Be Right zusammen mit Mark Clifton

## Bibliografie
Roman
- They'd Rather Be Right (1954, mit Mark Clifton, auch als The Forever Machine, 1955)
- Deutsch: Computer der Unsterblichkeit. Moewig (Terra Taschenbuch #119), 1967.

Kurzgeschichten
- The Cyber and Justice Holmes (1955)
- Bright Islands (1955)
- The Executioner (1956)
- Project Hi-Psi (1956)
- Abbr. (1957)
- Eddie (1957)
- A Question of Identity (1958)
- Wunderkälte (1962)
- Deutsch: Wunderkälte. In: Science Fiction: Five Stories = Science Fiction: Fünf Geschichten. dtv zweisprachig, 1976, ISBN 3-423-09061-8.

Sachliteratur
- Dixie Demagogues (1939)